# Flughafen Tiruchirapalli

i8
i11
i13
Der ca. 88 m hoch gelegene Flughafen Tiruchirapalli (englisch Tiruchirapalli Airport oder Trichy Airport) ist ein Verkehrsflughafen ca. 10 km (Fahrtstrecke) südlich der Millionenstadt Tiruchirapalli im südindischen Bundesstaat Tamil Nadu.

## Geschichte
Das Flugfeld wurde während des Zweiten Weltkriegs als Luftwaffenstützpunkt der Royal Air Force genutzt und nach Kriegsende zur zivilen Nutzung freigegeben. Als erste Gesellschaft flog Air Ceylon den Flughafen ab 1947 auf ihrer Route von Colombo nach Madras regelmäßig als Zwischenstopp an. Im Februar 2009 weihte man am Flughafen ein neues Terminal mit zugehörigen Anlagen ein.

## Flugverbindungen
Verschiedene indische Fluggesellschaften betreiben z. T. mehrmals tägliche Linienflüge nach Chennai; darüber hinaus gibt es Flüge nach Bangalore und Hyderabad. Internationale Ziele sind u. a. Sharjah, Dubai, Singapur, Colombo und Kuala Lumpur.

## Sonstiges
- Der Flughafen verfügt über eine Start-/Landebahn von 2480 m Länge und ist mit ILS ausgestattet.
- Betreiber ist die Bundesbehörde Airports Authority of India.